# Nouvion (Somme)
Nouvion is een gemeente in het Franse departement Somme (regio Hauts-de-France) en telt 1229 inwoners (2005). De plaats maakt deel uit van het arrondissement Abbeville.
Ter onderscheiding van andere plaatsen, die Nouvion heten, wordt dit dorp ook wel Nouvion-en-Ponthieu genoemd.

## Geografie
De oppervlakte van Nouvion bedraagt 15,8 km², de bevolkingsdichtheid is 77,8 inwoners per km². De plaats ligt aan de weg van Boulogne-sur-Mer naar Abbeville, 13 km ten noorden van laatstgenoemde stad.
De onderstaande kaart toont de ligging van Nouvion (Somme) met de belangrijkste infrastructuur en aangrenzende gemeenten.

## Demografie
Nouvion is al van oudsher  een dorp, waarvan de meeste inwoners leven van de landbouw.
Onderstaande figuur toont het verloop van het inwonertal (bron: INSEE-tellingen).

## Geschiedenis
De plaats is, evenals zeker vier andere Nouvions, een van de vrij vele in Frankrijk met de oude Gallische naam Noviomagus; nieuwe markt. In 1971 werd door archeologen een groot Gallo-Romeins grafveld gevonden. De graven dateren uit de 4e tot en met de 7e eeuw van onze jaartelling. In de graven werden talrijke grafgiften aangetroffen, waaronder  4e-eeuwse munten uit de tijd van Magnentius. Een document van Chlotharius IV vermeldt: Noviomum in pago Pontivo vanaf 718. In 1060 wordt Noviomo vermeld in een cartularium uit Valloires. Bij de stichting van de priorij Saint-Pierre d'Abbeville wordt een andere gelatiniseerde vorm, Novionum, vermeld in het jaar 1100.
Nouvion was in de middeleeuwen zetel van een seigneurie (heerlijkheid). Een van deze seigneurs, Louis de Coutes (15e eeuw), was een wapenbroeder of een page van Jeanne d'Arc.

## Bezienswaardigheden

### Forêt de Crécy
Nouvion ligt direct ten zuiden van het als een van de mooiste bossen van Noordwest-Frankrijk beschouwde  Forêt de Crécy, dat 4300 ha groot is en 30 - 70 meter boven zeeniveau ligt, en  waarin vooral beuken, haagbeuken en eiken staan. De bodem bestaat grotendeels uit krijtgesteente. In de aan de andere kant van dit bos gelegen gemeente Crécy-en-Ponthieu ligt 3 715 ha van het Forêt de Crécy. In dit bos zijn enkele grafheuvels van de Urnenveldencultuur (1350-950 v.C.) ontdekt. Van 640 tot 1767 bestond in het bos de door de heilige Richarius gestichte abdij van Forest-Montiers.
Twee bijzondere vlinders die in het bos voorkomen zijn de keizersmantel en de Spaanse vlag. In het bos komt de hazelworm voor en talrijke soorten uilen en andere roofvogels. De herten en reeën, en de wilde zwijnen mogen er, binnen bepaalde wildbeheerlimieten, bejaagd worden.
In het Forêt de Crécy staan een aantal zeer oude, monumentale bomen, waaronder de meer dan 600 jaar oude Ramolleux-eik, geplant ter herinnering aan de Slag bij Crécy van 1346. Ook zijn een aantal boomstronken van gevelde bomen door kunstenaars omgevormd tot houtsculpturen. In het bos zijn 9 wandelroutes uitgezet.

### Overige
De dorpskerk is aan St. Maurice gewijd. De toren dateert van omstreeks 1500, de kerk van omstreeks 1873.

## Trivia
Nouvion is ook de naam van de plaats waar de Britse televisieserie 'Allo 'Allo! zich afspeelt, een satirische reeks over de Tweede Wereldoorlog en het verzet. In werkelijkheid is de reeks echter geheel opgenomen in het Verenigd Koninkrijk.